# Coniogramme affinis
Coniogramme affinis är en kantbräkenväxtart som först beskrevs av Karel Presl, och fick sitt nu gällande namn av Nathaniel Wallich och Georg Hans Emmo Wolfgang Hieronymus. Coniogramme affinis ingår i släktet Coniogramme och familjen Pteridaceae. Inga underarter finns listade.